# Испанская принцесса
«Испанская принцесса» (англ. The Spanish Princess) — американо-британский исторический мини-сериал канала Starz. Продолжение телесериала «Белая принцесса»; сценарий основан на романах «Вечная принцесса» и «Проклятие королей» Филиппы Грегори.
Премьера восьмисерийного сериала состоялась 5 мая 2019 года. 3 июня 2019 года стало известно о том, что Starz продлил сериал на второй сезон, который вышел 11 октября 2020 года.

## Сюжет
Екатерина Арагонская — прекрасная испанская принцесса, которой с раннего детства прочат английскую корону. Она прибывает в серую, дождливую Англию в сопровождении великолепного двора, при котором состоит мавританка Лина. Екатерина становится принцессой Уэльской, но когда её муж принц Артур внезапно умирает, трон для Екатерины кажется потерянным навсегда. Однако она заявляет, что её брак так и не был консумирован, и что будучи девственницей, она может обратить на себя внимание нового наследника — харизматичного и упрямого принца Гарри, который однажды станет королём Генрихом VIII. В ходе острого морально-психологического противостояния с всесильным матриархом рода Тюдоров — престарелой Маргарет Бофорт — выковывается непростой характер будущей королевы Англии.

## В ролях
- Шарлотта Хоуп — Екатерина Арагонская
- Ангус Имри — Артур, принц Уэльский
- Гарриет Уолтер — Маргарет Бофорт
- Лора Кармайкл — Маргарет «Мэгги» Поул
- Рори О’Коннор — Гарри, принц Уэльский
- Сай Беннетт — Мария Тюдор
- Джорджи Хенли — Маргарита Тюдор
- Рэй Стивенсон — Яков IV Стюарт
- Эллиот Коуэн — Генрих VII
- Александра Моэн — Елизавета Йоркская
- Филип Кумбус — Томас Уолси
- Стефани Леви-Джон — Лина де Кардоннес
- Надя Паркес — Роза
- Аарон Кобэм — Овьедо
- Алан Маккенна — сэр Ричард Поул
- Ричард Пеппер — Томас Болейн, граф Уилтшир
- Олли Рикс — Эдвард Стаффорд
- Джордан Ренсо — Чарли Брэндон
- Эндрю Бакан — Томас Мор
- Питер Иган — Томас Говард
- Дэниел Серкера — де Фуенсалида
- Алисия Боррачеро — королева Изабелла
- Антонио де ла Торре — Фердинанд II Арагонский
- Альба Галоча — Хуана I Безумная

## Производство

### Разработка
15 марта 2018 года стало известно, что Starz заказал мини-сериал в производство. Шоураннерами были назначены Эмма Фрост и Мэттью Грэм, которые также выступили исполнительными продюсерами наряду с Колином Кэллендером, Скоттом Хаффом, Чарли Паттинсоном и Чарли Хэмптоном. Производством сериала занимались компании All3 Media’s New Pictures и Playground. 17 мая 2018 года было объявлено, что первые два эпизода срежиссируют Бригитта Стэрмоуз, а режиссёрами последующих эпизодов также выступят женщины.

### Кастинг
Одновременно с объявлением режиссёров был подтверждён актёрский состав мини-сериала. Роли в проекте получили Шарлотта Хоуп, Ангус Имри, Гарриет Уолтер, Лора Кармайкл, Руаири О’Коннор, Джорджи Хенли, Эллиот Коуэн, Александра Моэн, Филип Кумбус, Стефани Леви-Джон, Надия Паркес, Аарон Кобэм, Алан Маккенна, Ричард Пеппер, Олли Рикс, Джордан Ренсо, Дэниел Серкера и Алисия Боррачеро.

### Съёмки
Съёмки мини-сериала начались 15 мая 2018 года в Уэлском кафедральном соборе в Уэлсе, графство Сомерсет.

## Эпизоды
| Часть 1 |                                               |                    |                                |                 |       |
| 1 | «The New World» «Новый Мир»                   | Джейми Пэйн        | Эмма Фрост                     | 5 мая 2019      | 0.393 |
| Октябрь — ноябрь 1501 г. Принцесса Испании Екатерина прибывает в Англию. Когда она встречает Артура, принца Уэльского, Кэтрин разочарована тем, что он не так романтичен в жизни, как в своих письмах. Позже она узнает, что это младший брат Артура, Гарри, переписывался с ней письмами. Елизавета, королева, сообщает Екатерине, что брат её двоюродной сестры Мэгги Поул был обезглавлен, потому что мать Екатерины, королева Изабелла Кастильская, согласилась бы выйти замуж за Екатерину только в том случае, если бы не было других претендентов на английский престол. Когда Гарри ведет Кэтрин к алтарю в день её свадьбы, он признается, что сначала обменивался с ней письмами, чтобы обидеть Артура, но позже обнаружил, что её письма его взволновали. |                                               |                    |                                |                 |       |
| 2 | «Fever Dream» «Лихорадочный Сон»              | Birgitte Stærmose  | Matthew Graham                 | 12 мая 2019     | 0.398 |
| Ноябрь 1501 г. — апрель 1502 г. После свадьбы Артур и Екатерина ненадолго остаются в доме его отца, короля Генриха VII. Сестра Артура Гарри Мэг узнает, что Генрих предложил её руку и сердце Якову IV из Шотландии, чтобы заключить ещё один союз для Англии. Кэтрин просит прощения у Мэгги Поул за то, что она стала причиной убийства брата Мэгги. Артур и Кэтрин отправляются в Замок Ладлоу, чтобы создать собственное хозяйство и стать ближе, узнавая больше друг о друге. Их сопровождает Мэгги Поул и её семья. Артур тяжело заболел. Генри и Элизабет спешат в Ладлоу, но прибывают слишком поздно. Генрих VII сообщает Кэтрин, что она вернется в Лондон и останется в королевском доме, пока они не узнают, беременна ли она. |                                               |                    |                                |                 |       |
| 3 | «An Audacious Plan» «Смелый план»             | Daina Reid         | Helen Childress                | 19 мая 2019     | 0.456 |
| Апрель 1502 г. — февраль 1503 г. Екатерина узнает, что Изабелла устраивает ещё один союзный брак. Кэтрин скрывает свое истинное состояние, чтобы выжидать в Англии, что решит многие проблемы для неё, её горничной Лины и её охранника Овьедо. Кэтрин говорит Лине, а позже и Гарри, что её брак с Артуром так и не состоялся. Гарри предлагает и просит Генриха VII запросить разрешение папы, чтобы он и Кэтрин могли пожениться. Тем временем у Элизабет начались схватки. После тяжелого мертворождения Элизабет понимает, что ей не выжить. Перед смертью у неё есть видение, что линия Тюдоров прекратится, если Гарри и Кэтрин поженятся, и умоляет Генри предотвратить брак. Когда Кэтрин пишет Изабелле о её благословении выйти замуж за Гарри, по Элизабет звонят траурные колокола. |                                               |                    |                                |                 |       |
| 4 | «The Battle for Harry» «Битва за Гарри»       | Daina Reid         | Nicki Renna                    | 26 мая 2019     | 0.500 |
| Март 1503 года. Эдмунд де ла Поль, главный претендент на престол йоркистов и двоюродный брат покойной королевы и Мэгги Поул, замышляет свергнуть Генриха. Генри говорит своей матери Маргарет, что Гарри хочет жениться на Кэтрин. Она противостоит Кэтрин по поводу её предполагаемой девственности, а затем приказывает ей покинуть дворец. Маргарет запрещает Мэгги появляться в суде, когда Мэгги заявляет, что Кэтрин может говорить правду. Генри узнает, что Максимилиан I защищает Эдмунда де ла Поля. Генри откладывает свое горе в сторону, чтобы проводить Мэг, когда она уезжает в Шотландию, чтобы выйти замуж. Он устраивает пир, чтобы отпраздновать будущее, и приглашает Кэтрин. Генрих делает объявление, которое косвенно исполняет предсмертное желание покойной королевы: королевский брак между ним и Екатериной. |                                               |                    |                                |                 |       |
| 5 | «Heart Versus Duty» «Сердце или Долг»         | Daina Reid         | Nicki Renna                    | 2 июня 2019     | 0.546 |
| Август 1503 г. — декабрь 1505 г. Екатерина разрывается между своим долгом выйти замуж за Генриха и желанием выйти замуж за Гарри. Мэг приезжает в Шотландию и приятно удивляется жениху. Гарри говорит Маргарет, а позже и Кэтрин, что, если Кэтрин захочет выйти за него замуж вместо Генри, он будет бороться за неё. Кэтрин опасается своей судьбы, если отвергнет Генри и сокрушит его гордость, но решает следовать своему сердцу. Она убеждает Генри, что союз с Испанией будет ослаблен, когда Гарри станет королем, если она будет вдовой Генриха, а не женой Гарри. Генри отказывается от своих намерений, но напоминает Кэтрин и Гарри, что они могут пожениться только в том случае, если Папа даст разрешение и если Испания заплатит оставшуюся часть приданого Екатерины. Муж Мэгги неожиданно умирает. |                                               |                    |                                |                 |       |
| 6 | «A Polite Kidnapping» «Вежливое похищение»    | Lisa Clarke        | Emma Frost                     | 9 июня 2019     | 0.546 |
| Январь — апрель 1506 года. Екатерина узнает, что её мать умерла, её сестра Хуана — королева Кастилии, а отец не будет платить ей приданое. Хуана и её муж Филипп застряли в Англии. Генрих, надеясь, что отец Филиппа, Максимилиан I, выдаст Эдмунда де ла Поля, тайно откладывает ремонт их корабля. Мэгги обездолена. Чтобы добиться вынужденного признания в девственности Кэтрин, Маргарет предлагает помощь Мэгги, от которой она отказывается. В обмен на свое приданое Кэтрин рассказывает Хуане, как ей сбежать из Англии: Хуана убедит Максимилиана передать де ла Поля Генриху или потерять торговлю с Кастилией, если Генрих даст клятву пощадить жизнь де ла Поля. Вместо того, чтобы платить приданое Кэтрин, Хуана заключает новый союз с Англией по предложению Маргарет: обручает сына Хуаны Карла с младшей сестрой Гарри, Мэри. |                                               |                    |                                |                 |       |
| 7 | «All is Lost» «Всё пропало»                   | Stephen Woolfenden | Helen Childress                | 16 июня 2019    | 0.546 |
| Сентябрь 1506 – 1508 гг. Екатерина узнает, что в Испании состоится двойная свадьба: Марии со своим племянником королем Карлом и Гарри со своей племянницей Элеонорой. Овьедо делает Лине предложение и говорит, что работает на Маргарет. Гарри разрывается между своим долгом жениться на Элеоноре и желанием жениться на Кэтрин. Мэгги ищет убежища у Кэтрин и Лины. Отец Екатерины король Фердинанд пишет, что муж Хуаны умер и Хуана не может править Кастилией. Фердинанд теперь опекун детей Джоанны и регент Кастилии. Он делает Екатерину Арагонскую послом в Англии и обещает ей приданое. Новый статус Екатерины позволяет ей и Лине вернуться во дворец. Овьедо сообщает Маргарет имена сообщников де ла Поля, в число которых теперь входят Мэгги и её старший сын. Позже он защищает сына Мэгги во время рейда. |                                               |                    |                                |                 |       |
| 8 | «Destiny» «Судьба»                            | Stephen Woolfenden | Emma Frost & Matthew Graham    | 23 июня 2019    | 0.546 |
| Апрель 1509 г. — июнь 1509 г. Смерть Генриха VII. Новый король Гарри подтверждает свое желание жениться на Екатерине. Маргарет обвиняет Эдмунда Дадли в государственной измене за собственную незаконную деятельность, и его обезглавливают. Гарри прощает Мэгги и её детей, и они возвращаются в суд. Маргарет добивается от Лины вынужденного признания в девственности Кэтрин, обвиняя Овьедо в краже и требуя его повешения. Лина и Овьедо женятся до его повешения. Гарри и Кэтрин прибывают вовремя, чтобы спасти жизнь Овьедо. Гарри узнает, что Папа дал разрешение незадолго до смерти Генри. Маргарет умирает, преследуемая собственной историей. В день свадьбы Кэтрин получает письмо от Фердинанда, в котором говорится, что Гарри спал с Хуаной. Гарри это отрицает, а Кэтрин снова отрицает, что когда-либо спала с Артуром. |                                               |                    |                                |                 |       |
| Часть 2 |                                               |                    |                                |                 |       |
| 9 | «Camelot» «Камелот»                           | Chanya Button      | Emma Frost & Matthew Graham    | 11 октября 2020 | 0.252 |
| Весна и лето 1511 года. Отец Екатерины Фердинанд и его сын, будущий Карл V, прибывают в Англию, чтобы заключить союз против Франции. Сестра Генриха VIII Мария Тюдор говорит по-испански и выражает желание выйти замуж за Карла V I. Эдвард Стаффорд ранен в поединке, потеряв правый глаз. Лина зачинает ребёнка Овьедо. Екатерина и Генрих VIII стремятся высадиться в Аквитании, чтобы присоединиться к тестю Генриха VIII, чтобы начать атаку против Людовика XII. Овьедо, генерал Ховард и Стаффорд ведут армию к заранее оговоренному месту встречи в Испании, но их предает Фердинанд, который использует англичан как отвлечение, чтобы захватить Наварру для него самого. Принц Гарри, шестимесячный сын Кэтрин и Гарри, умирает, а Кэтрин умоляет Бога простить её тщеславие. Разъяренная Испанией и убитая горем из-за потери сына, Кэтрин получает злорадное письмо от своего отца, в котором вновь подтверждает англичанам, что она прежде всего англичанка и подарит Англии ещё одного сына. Она подтверждает Гарри, что они вторгнутся во Францию без помощи Испании. Яков IV из Шотландии и его жена Маргарет Тюдор оплакивают смерть первенца Генриха VIII от Екатерины. |                                               |                    |                                |                 |       |
| 10 | «Flodden» «Флодден»                           | Chanya Button      | Simon Tyrrell & Matthew Graham | 18 октября 2020 | 0.173 |
| Конец 1511 г. — октябрь 1513 г. Король Гарри вторгается во Францию в Битве при шпорах (1513 г.) без помощи короля Фердинанда, оставляя уязвимую Англию открытой для шотландского вторжения. Мэг пытается сохранить мир в Шотландии, но враждующие кланы настаивают на вторжении и поддерживают её высокомерного мужа, короля Якова IV. Беременной Екатерине остается собрать войска и защитить Англию от шотландских войск короля Якова IV в Битве при Флоддене (1513 г.). Эдмунд де ла Поль скрывается на заднем плане с претензией на английский престол. Вдохновленная своей матерью, королевой Изабеллой Кастильской, Кэтрин готова рискнуть всем ради своей новой страны, в то время как Мэг пытается вмешаться после того, как ей приснился ужасный сон о судьбе её мужа. Радость победы в битве вскоре омрачилась печальным событием — у королевы случился очередной выкидыш. |                                               |                    |                                |                 |       |
| 11 | «Grief» «Горе»                                | Chanya Button      | Rita Kalnejais                 | 25 октября 2020 | 0.173 |
| Конец 1513 — конец 1514. Екатерина страдает от ужасной депрессии после её и короля Гарри трагической потери. Лина признается Мэгги, что ей трудно кормить своих детей. Томас Уолси предлагает сосватать сестру Генриха VIII Марию и Людовика XII из Дома Валуа. Кэтрин должна восстановить себя достаточно, чтобы бороться за восстановление своего брака с Гарри, который винит её в том, что у него нет наследника мужского пола. Старшая сестра Генриха VIII, Мэг, претендует на регентство в Шотландии после битвы при Флоддене, в то время как будущий король Шотландии Яков V находится в младенчестве; Регентство Мэг зависит от того, останется ли она вдовой. |                                               |                    |                                |                 |       |
| 12 | «The Other Woman» «Другая женщина»            | Lisa Clarke        | Kate Verghese & Emma Frost     | 1 ноября 2020   | 0.173 |
| Начало 1515 — февраль 1516. Мэг рискует всем ради новой любви, ставя под угрозу свое будущее в Шотландии. Мэг безуспешно пытается получить помощь Гарри в ситуации в Шотландии, но он отказывается из-за гнева на её второй брак с Ангусом и потерю ею контроля в Шотландии. Между тем, очень беременная Кэтрин борется с тошнотворной возможностью, что Гарри изменяет ей с Энн Хастингс. Кэтрин отказывается быть похожей на свою сестру Хуанну и просит Гарри рассказать ей о своих делах, на что он холодно отрицает, что у неё вообще был роман. Мэгги помогает развеять слухи о романах Гарри, но позже Кэтрин обнаруживает, что у Гарри действительно роман, и это с её собственной горничной, Элизабет «Бесси» Блаунт. |                                               |                    |                                |                 |       |
| 13 | «Plague» «Чума»                               | Lisa Clarke        | Kate Verghese & Emma Frost     | 8 ноября 2020   | н/д   |
| 1517 г. — июнь 1519 г. Горе преданной Екатерины усиливается, когда она вымещает свой гнев на Бесси, любовнице короля Гарри. Кэтрин продолжает изо всех сил заботиться о своей новорожденной дочери Мэри из-за того, что она не является наследником мужского пола, которого она обещала королю Гарри. Генри Стаффорд женится на Урсуле Поул. Когда чума поражает Лондон, суд бежит в Хэмптон-Корт, дом Вулси. Мэгги и Томас Мор остаются в пустом и удивительно романтичном дворце. Кэтрин сообщает взволнованному королю Гарри, что Бесси беременна, что вызывает у Кэтрин дальнейшие страдания из-за кажущегося принятия Гарри будущего ребёнка. Мэг возвращается в Шотландию, чтобы вернуть себе корону и детей, но ей приходится примириться с новым регентом Джоном Стюартом, герцогом Олбани. Она также противостоит своему второму мужу-предателю, графу Ангусу. Вулси сообщает, что Папа сделал его кардиналом. Король Франции умирает, оставив сестру короля Гарри Марию, вдовствующую королеву Франции, которая тайно выходит замуж за Чарли Брэндона, к большому гневу короля Гарри. Гарри умоляет Кэтрин подарить ему сына. К огромной радости Гарри, Бесси рожает здорового сына Генри Фитцроя. |                                               |                    |                                |                 |       |
| 14 | «Field of Cloth of Gold» «Поле Золотой Парчи» | Lisa Clarke        | Kelly Jones                    | 15 ноября 2020  | 0.173 |
| Июнь 1520 года. Кэтрин завидует цветущим отношениям Гарри с его сыном от Бесси Блаунт. Чтобы укрепить союз Англии с Францией после смерти короля Людовика, кардинал Вулси замышляет женить принцессу Марию на дофине Франции. Екатерина пытается вместо этого обручить принцессу Марию с новым королем Испании Чарльзом. Мэг снова сталкивается со своим отчужденным мужем графом Ангусом, что заставляет её искать конец их браку. Большое собрание во Франции является фоном для политического противостояния между Кэтрин и кардиналом Вулси, когда Кэтрин защищает Чарльза, а Вулси защищает Франциска. Король Франциск требует большое приданое, ставя под сомнение прежний брак Екатерины с принцем Артуром, полагая, что в результате принцесса Мария, не достигшая подросткового возраста, не является «настоящей принцессой». Получив совет от своей старой фрейлин Розы, Кэтрин начинает больше сближаться со своей дочерью и полна решимости воспитать её для её роли будущей королевы Англии. Тем временем в Лондоне люди, недовольные королем и нынешним положением вещей, устраивают беспорядки по всему городу. Овьедо клянется защищать Лину и его семью во время беспорядков, а также обвиняет короля в беспорядках. Король Гарри решает, за кого он отдаст принцессу Марию в жены, а Кэтрин убеждает короля проявить милосердие к бунтовщикам, узнав, что она беременна. |                                               |                    |                                |                 |       |
| 15 | «Faith» «Вера»                                | Rebecca Gatward    | Simon Tyrrell & Matthew Graham | 15 ноября 2020  | 0.173 |
| Начало 1521 г. — 17 мая 1521 г. Екатерина умоляет короля Гарри позволить принцессе Марии сменить Гарри на посту королевы, но он предпочитает их потенциального будущего сына в качестве наследника. Мэг продолжает искать способ разорвать брак с графом Ангусом, который, в свою очередь, обращается за помощью к королю Гарри. Гарри полагает, что Папа может законно расторгнуть брак его сестры, что вызывает беспокойство Кэтрин. Кэтрин, в свою очередь, поддерживает Ангуса, подразумевая, что Мэг является любовницей герцога Олбани и, таким образом, аморально мотивирована расторгнуть свой брак. Тем временем растет новая религия, как и напряженность в Лондоне и при дворе. Будучи католиками, Кэтрин предлагает ей и кардиналу Вулси забыть о своих разногласиях и объединить усилия, чтобы остановить протестантских еретиков. На заседании суда Генриха VIII лорд Стаффорд является единственным противником преследований протестантов, требуя снисхождения. Опасаясь религиозных преследований иностранцев в Англии, Мориско Лина противостоит Екатерине по поводу будущего Англии. Екатерина гневно отвергает мнение Лины, утверждая, что она защищает истинную веру. Мэг возвращается в Лондон и расходится с Кэтрин из-за её желания расторгнуть брак. Кэтрин терпит сокрушительную потерю, которую утешает лорд Стаффорд. Кардинал Вулси вместе с Гарри замышляет «очистить» суд, что приводит к уголовному суду над Стаффордом; Уилтшир (отец Анны Болейн) и Вулси дают показания против Стаффорда. Мэгги (тетя Генриха VIII) обнаруживает камеру пыток Томаса Мора для протестантских еретиков. Кэтрин безуспешно пытается повлиять на все более параноидального Гарри. |                                               |                    |                                |                 |       |
| 16 | «Peace» «Мир»                                 | Rebecca Gatward    | Emma Frost & Matthew Graham    | 29 ноября 2020  | 0.173 |
| 1521—1525. Пока Гарри сходит с ума, ставки для Кэтрин никогда не были выше. Гарри обвиняет Кэтрин в убийстве их сына и угрожает убить её, изгоняя Мэгги из суда. Екатерина становится все более отчаянной, опираясь на дочь и её веру. В Шотландии Мэг продолжает бороться за право своего сына на шотландский трон и возвращает себе опеку над своими сыновьями у изгнанного Олбани. Гарри воздает почести своему сыну от Бесси Блаунт. Кэтрин просит, чтобы Мэри была удостоена чести как наследницы, и Гарри говорит, что ждет, чтобы воздать эту честь своему сыну. Сестра короля Мария сообщает Екатерине, что король теперь поддерживает попытки Мэг аннулировать её брак, оставляя Екатерину размышлять о своей судьбе, когда Анна Болейн представилась Генриху VIII. Титулы Мэгги снова завоеваны. Гарри снова спрашивает Кэтрин о том, заключила ли она свой брак с Артуром, что она снова отрицает. Гарри утверждает, что она проклятая сторона в их браке, так как у него родился сын. Позже разгневанный Гарри спрашивает Вулси о разводе, когда Мэгги рассказывает ему правду о Кэтрин и Артуре. Овьедо и Лина собираются покинуть Англию. Сын Мэг коронован Яковом V Шотландским, и она правит на его стороне. Кэтрин наконец признается разъяренному Гарри в заключении брака с Артуром. Кэтрин умоляет Мэг о помощи, но ей отказывают. Ночью Кэтрин следует за Гарри и видит его с другой женщиной. Лина и Овьедо решают искать счастья в другом месте. Кэтрин говорит Гарри, что будет жить вдали от двора, но всегда будет его женой. Уходя, она говорит Анне Болейн, что та никогда не станет королевой.                                                                       |                                               |                    |                                |                 |       |

1. 1 2  Некоторые источники называют две части ограниченной серии сезонами.